# Trofeu Laigueglia 2024
El Trofeu Laigueglia 2024 va ser la 61a edició del Trofeu Laigueglia. Es disputà el 28 de febrer de 2024 sobre un recorregut de 202 km amb sortida i arribada a Laigueglia, a la Ligúria. La cursa formava part de l'UCI ProSeries amb una categoria 1.Pro.
El vencedor final fou el francès Lenny Martinez (Groupama-FDJ) que s'imposà a l'esprint als seus quatre companys d'escapada. Andrea Vendrame (Decathlon-AG2R La Mondiale) i Juan Ayuso (UAE Team Emirates) foren segon i tercer respectivament.

## Equips
L'organització convidà a 25 equips a prendre part en aquesta cursa: nou de categoria WorldTeams, vuit de categoria ProTeam i vuit equips continentals.
| WorldTeams (9)- Arkéa-B&B Hotels - Astana Qazaqstan Team - Cofidis - Decathlon-AG2R La Mondiale - EF Education-EasyPost - Groupama-FDJ - Intermarché-Wanty - Team Jayco AlUla - UAE Team Emirates ProTeams (8)- Bingoal WB - Caja Rural-Seguros RGA - Euskaltel-Euskadi - Lotto Dstny - Corratec-Vini Fantini - Polti Kometa - Tudor Pro Cycling Team - VF Group-Bardiani CSF-Faizané Equips continentals (8)- Biesse-Carrera - General Store-Essegibi-F.Lli Curia - JCL Team Ukyo - MG.K Vis Colors For Peace - Petrolike - MBH Bank Colpack Ballan - Team Technipes #inEmiliaRomagna - Work Service-Vitalcare-Dynatek |
| |

## Classificació final
| \| Classificació general \| Classificació general \| Classificació general \| Classificació general \| Classificació general \| \| Corredor \| Corredor \| Equip \| Temps \| \| \| --------------------- \| --------------------- \| -------------------------- \| --------------------- \| --------------------- \| \| 1r \| Lenny Martinez \| Groupama-FDJ \| 5h 11' 10" \| \| \| 2n \| Andrea Vendrame \| Decathlon-AG2R La Mondiale \| + 29" \| \| \| 3r \| Juan Ayuso Pesquera \| UAE Team Emirates \| + 29" \| \| \| 4t \| Cristian Scaroni \| Astana Qazaqstan Team \| + 29" \| \| \| 5è \| Jan Christen \| UAE Team Emirates \| + 29" \| \| \| 6è \| Darren Rafferty \| EF Education-EasyPost \| + 31" \| \| \| 7è \| Louis Barré \| Arkéa-B&B Hotels \| + 53" \| \| \| 8è \| Simone Velasco \| Astana Qazaqstan Team \| + 57" \| \| \| 9è \| Paul Lapeira \| Decathlon-AG2R La Mondiale \| + 57" \| \| \| 10è \| Lorenzo Rota \| Intermarché-Wanty \| + 57" \| \| |                     |                            |            |
| |                     |                            |            |
| Font: ProCyclingStats |                     |                            |            |
| Classificació general |                     |                            |            |
| Corredor | Corredor            | Equip                      | Temps      |
| 1r | Lenny Martinez      | Groupama-FDJ               | 5h 11' 10" |
| 2n | Andrea Vendrame     | Decathlon-AG2R La Mondiale | + 29"      |
| 3r | Juan Ayuso Pesquera | UAE Team Emirates          | + 29"      |
| 4t | Cristian Scaroni    | Astana Qazaqstan Team      | + 29"      |
| 5è | Jan Christen        | UAE Team Emirates          | + 29"      |
| 6è | Darren Rafferty     | EF Education-EasyPost      | + 31"      |
| 7è | Louis Barré         | Arkéa-B&B Hotels           | + 53"      |
| 8è | Simone Velasco      | Astana Qazaqstan Team      | + 57"      |
| 9è | Paul Lapeira        | Decathlon-AG2R La Mondiale | + 57"      |
| 10è | Lorenzo Rota        | Intermarché-Wanty          | + 57"      |

## Llista de participants
| Decathlon-AG2R La Mondiale DAT | Decathlon-AG2R La Mondiale DAT | Decathlon-AG2R La Mondiale DAT |
| ------------------------------ | ------------------------------ | ------------------------------ |
| Núm                            | Ciclista                       | Pos                            |
| 1                              | Nans Peters (FRA)              | 21è                            |
| 2                              | Andrea Vendrame (ITA)          | 2n                             |
| 3                              | Jaakko Hänninen (FIN)          | DNF                            |
| 4                              | Jordan Labrosse (FRA)          | DNF                            |
| 5                              | Paul Lapeira (FRA)             | 9è                             |
| 6                              | Baptiste Veistroffer (FRA)     | DNF                            |
| 7                              | Benoît Cosnefroy (FRA)         | DNF                            |

| UAE Team Emirates UAD | UAE Team Emirates UAD     | UAE Team Emirates UAD |
| --------------------- | ------------------------- | --------------------- |
| Núm                   | Ciclista                  | Pos                   |
| 11                    | Filippo Baroncini (ITA)   | 60è                   |
| 12                    | Jan Christen (SUI)        | 5è                    |
| 13                    | Alessandro Covi (ITA)     | 36è                   |
| 14                    | Juan Ayuso Pesquera (ESP) | 3r                    |
| 15                    | Marc Hirschi (SUI) (ruta) | 14è                   |
| 16                    | Rafał Majka (POL)         | 83è                   |

| Intermarché-Wanty IWA | Intermarché-Wanty IWA   | Intermarché-Wanty IWA |
| --------------------- | ----------------------- | --------------------- |
| Núm                   | Ciclista                | Pos                   |
| 21                    | Francesco Busatto (ITA) | 29è                   |
| 22                    | Simone Gualdi (ITA)     | 39è                   |
| 23                    | Georg Zimmermann (GER)  | DNF                   |
| 24                    | Simone Petilli (ITA)    | 86è                   |
| 25                    | Lorenzo Rota (ITA)      | 10è                   |
| 26                    | Dion Smith (NZL)        | DNF                   |
| 27                    | Rein Taaramäe (EST)     | DNF                   |

| Arkéa-B&B Hotels ARK | Arkéa-B&B Hotels ARK      | Arkéa-B&B Hotels ARK |
| -------------------- | ------------------------- | -------------------- |
| Núm                  | Ciclista                  | Pos                  |
| 31                   | Louis Barré (FRA)         | 7è                   |
| 32                   | Vincenzo Albanese (ITA)   | 17è                  |
| 34                   | Clément Champoussin (FRA) | 49è                  |
| 35                   | Ewen Costiou (FRA)        | DNF                  |
| 36                   | Michel Ries (LUX)         | 85è                  |
| 37                   | Alessandro Verre (ITA)    | 51è                  |

| Groupama-FDJ GFC | Groupama-FDJ GFC      | Groupama-FDJ GFC |
| ---------------- | --------------------- | ---------------- |
| Núm              | Ciclista              | Pos              |
| 41               | Lorenzo Germani (ITA) | 79è              |
| 42               | Romain Grégoire (FRA) | 11è              |
| 43               | Lenny Martinez (FRA)  | 1r               |
| 44               | Cyril Barthe (FRA)    | 97è              |
| 45               | Reuben Thompson (NZL) | 30è              |
| 46               | Max Bock (GER)        | DNF              |
| 47               | Thibaud Gruel (FRA)   | DNF              |

| EF Education-EasyPost EFE | EF Education-EasyPost EFE | EF Education-EasyPost EFE |
| ------------------------- | ------------------------- | ------------------------- |
| Núm                       | Ciclista                  | Pos                       |
| 51                        | Alberto Bettiol (ITA)     | 15è                       |
| 52                        | Lukas Nerurkar (GBR)      | 43è                       |
| 53                        | Andrea Piccolo (ITA)      | 40è                       |
| 54                        | Darren Rafferty (IRL)     | 6è                        |
| 55                        | Archie Ryan (IRL)         | 13è                       |
| 56                        | James Shaw (GBR)          | 35è                       |
| 57                        | Yuhi Todome (JPN)         | DNF                       |

| Cofidis COF | Cofidis COF                    | Cofidis COF |
| ----------- | ------------------------------ | ----------- |
| Núm         | Ciclista                       | Pos         |
| 61          | Jesús Herrada López (ESP)      | DNF         |
| 62          | Thomas Champion (FRA)          | 82è         |
| 63          | Stefano Oldani (ITA)           | 37è         |
| 64          | Simon Geschke (GER)            | DNF         |
| 65          | Jonathan Lastra Martínez (ESP) | 44è         |
| 66          | Axel Mariault (FRA)            | 23è         |
| 67          | Harrison Wood (GBR)            | DNF         |

| Astana Qazaqstan Team AST | Astana Qazaqstan Team AST     | Astana Qazaqstan Team AST |
| ------------------------- | ----------------------------- | ------------------------- |
| Núm                       | Ciclista                      | Pos                       |
| 71                        | Simone Velasco (ITA) (ruta)   | 8è                        |
| 72                        | Gleb Brussenskiy (KAZ) (ruta) | 73è                       |
| 73                        | Santiago Umba (COL)           | 68è                       |
| 74                        | Lorenzo Fortunato (ITA)       | 25è                       |
| 75                        | Gianmarco Garofoli (ITA)      | 52è                       |
| 76                        | Cristian Scaroni (ITA)        | 4t                        |
| 77                        | Nicolas Vinokourov (KAZ)      | DNF                       |

| Team Jayco AlUla JAY | Team Jayco AlUla JAY       | Team Jayco AlUla JAY |
| -------------------- | -------------------------- | -------------------- |
| Núm                  | Ciclista                   | Pos                  |
| 81                   | Welay Berehe (ETH)         | DNF                  |
| 83                   | Alessandro De Marchi (ITA) | 54è                  |
| 84                   | Davide De Pretto (ITA)     | 19è                  |
| 85                   | Felix Engelhardt (GER)     | DNF                  |
| 86                   | Rudy Porter (AUS)          | 31è                  |
| 87                   | Filippo Zana (ITA)         | 28è                  |

| Bingoal WB BWB | Bingoal WB BWB            | Bingoal WB BWB |
| -------------- | ------------------------- | -------------- |
| Núm            | Ciclista                  | Pos            |
| 91             | Marco Tizza (ITA)         | 66è            |
| 92             | Floris De Tier (BEL)      | 34è            |
| 93             | Noah Detalle (BEL)        | DNF            |
| 94             | Lucas Jacques (BEL)       | DNF            |
| 95             | Louka Matthys (BEL)       | 65è            |
| 96             | Dimitri Peyskens (BEL)    | DNF            |
| 97             | Aaron Van der Beken (BEL) | DNF            |

| Caja Rural-Seguros RGA CJR | Caja Rural-Seguros RGA CJR     | Caja Rural-Seguros RGA CJR |
| -------------------------- | ------------------------------ | -------------------------- |
| Núm                        | Ciclista                       | Pos                        |
| 101                        | Fernando Barceló Aragón (ESP)  | 18è                        |
| 102                        | Jaume Guardeño Romá (ESP)      | 71è                        |
| 103                        | Joseba López (ESP)             | 63è                        |
| 104                        | Eduard Prades i Reverter (ESP) | 61è                        |
| 105                        | Michal Schlegel (CZE)          | DNF                        |
| 106                        | Thomas Silva (URU)             | 67è                        |
| 107                        | Joel Nicolau Beltran (ESP)     | 22è                        |

| Team Corratec-Vini Fantini COR | Team Corratec-Vini Fantini COR | Team Corratec-Vini Fantini COR |
| ------------------------------ | ------------------------------ | ------------------------------ |
| Núm                            | Ciclista                       | Pos                            |
| 111                            | Niccolò Bonifazio (ITA)        | DNF                            |
| 112                            | Davide Baldaccini (ITA)        | 56è                            |
| 113                            | Valerio Conti (ITA)            | DNF                            |
| 114                            | Lorenzo Quartucci (ITA)        | 57è                            |
| 115                            | Mark Padun (UKR)               | DNF                            |
| 116                            | Kristian Sbaragli (ITA)        | 75è                            |
| 117                            | Antoine Debons (SUI)           | DNF                            |

| Euskaltel-Euskadi EUS | Euskaltel-Euskadi EUS        | Euskaltel-Euskadi EUS |
| --------------------- | ---------------------------- | --------------------- |
| Núm                   | Ciclista                     | Pos                   |
| 121                   | Iker Mintegi (ESP)           | 46è                   |
| 122                   | Gotzon Martín (ESP)          | 94è                   |
| 123                   | Xabier Berasategi (ESP)      | 92è                   |
| 124                   | James Fouche (NZL)           | DNF                   |
| 125                   | Xabier Isasa (ESP)           | 90è                   |
| 126                   | Joan Bou (ESP)               | 33è                   |
| 127                   | Mikel Iturria Segurola (ESP) | 93è                   |

| Lotto Dstny LTD | Lotto Dstny LTD             | Lotto Dstny LTD |
| --------------- | --------------------------- | --------------- |
| Núm             | Ciclista                    | Pos             |
| 131             | Jenno Berckmoes (BEL)       | DNF             |
| 132             | Johannes Adamietz (GER)     | DNF             |
| 133             | Arjen Livyns (BEL)          | 91è             |
| 134             | Sylvain Moniquet (BEL)      | 47è             |
| 135             | Eduardo Sepúlveda (ARG)     | DNF             |
| 136             | Jarno Widar (BEL)           | 95è             |
| 137             | Jonas Gregaard Wilsly (DEN) | DNF             |

| Team Polti Kometa PTK | Team Polti Kometa PTK       | Team Polti Kometa PTK |
| --------------------- | --------------------------- | --------------------- |
| Núm                   | Ciclista                    | Pos                   |
| 141                   | Davide Bais (ITA)           | 38è                   |
| 142                   | Mattia Bais (ITA)           | DNF                   |
| 143                   | Davide De Cassan (ITA)      | 58è                   |
| 144                   | Matteo Fabbro (ITA)         | DNF                   |
| 145                   | Alex Martin (ESP)           | DNF                   |
| 146                   | Francisco Muñoz Llana (ESP) | 78è                   |
| 147                   | Davide Piganzoli (ITA)      | 50è                   |

| Tudor Pro Cycling Team TUD | Tudor Pro Cycling Team TUD  | Tudor Pro Cycling Team TUD |
| -------------------------- | --------------------------- | -------------------------- |
| Núm                        | Ciclista                    | Pos                        |
| 151                        | Marco Brenner (GER)         | 12è                        |
| 152                        | Aloïs Charrin (FRA)         | DNF                        |
| 153                        | Jacob Eriksson (SWE)        | 84è                        |
| 154                        | Lucas Eriksson (SWE) (ruta) | 24è                        |
| 155                        | Simon Pellaud (SUI)         | DNF                        |
| 156                        | Roland Thalmann (SUI)       | 32è                        |
| 157                        | Luc Wirtgen (LUX)           | 16è                        |

| VF Group-Bardiani CSF-Faizanè VBF | VF Group-Bardiani CSF-Faizanè VBF | VF Group-Bardiani CSF-Faizanè VBF |
| --------------------------------- | --------------------------------- | --------------------------------- |
| Núm                               | Ciclista                          | Pos                               |
| 161                               | Luca Covili (ITA)                 | 62è                               |
| 162                               | Vicente Rojas (CHI)               | 88è                               |
| 163                               | Giulio Pellizzari (ITA)           | DNF                               |
| 164                               | Alessandro Pinarello (ITA)        | 26è                               |
| 165                               | Manuele Tarozzi (ITA)             | 81è                               |
| 166                               | Alex Tolio (ITA)                  | DNF                               |
| 167                               | Davide Gabburo (ITA)              | 42è                               |

| Team Technipes #inEmiliaRomagna TER | Team Technipes #inEmiliaRomagna TER | Team Technipes #inEmiliaRomagna TER |
| ----------------------------------- | ----------------------------------- | ----------------------------------- |
| Núm                                 | Ciclista                            | Pos                                 |
| 171                                 | Emanuele Ansaloni (ITA)             | 53è                                 |
| 172                                 | Nicolò Garibbo (ITA)                | NP                                  |
| 173                                 | Luca Cavallo (ITA)                  | 27è                                 |
| 174                                 | Ludovico Crescioli (ITA)            | 45è                                 |
| 175                                 | Andrea Innocenti (ITA)              | 74è                                 |
| 176                                 | Andrea Sergiampietri (ITA)          | DNF                                 |
| 177                                 | Filippo Omati (ITA)                 | DNF                                 |

| MBH Bank Colpack Ballan MBH | MBH Bank Colpack Ballan MBH   | MBH Bank Colpack Ballan MBH |
| --------------------------- | ----------------------------- | --------------------------- |
| Núm                         | Ciclista                      | Pos                         |
| 181                         | Matteo Ambrosini (ITA)        | DNF                         |
| 182                         | Diego Bracalente (ITA)        | DNF                         |
| 183                         | Florian Samuel Kajamini (ITA) | DNF                         |
| 184                         | Lorenzo Masciarelli (ITA)     | 89è                         |
| 185                         | Sergio Meris (ITA)            | DNF                         |
| 186                         | Leonardo Volpato (ITA)        | 48è                         |
| 187                         | Pavel Novák (CZE)             | 87è                         |

| Biesse-Carrera BIE | Biesse-Carrera BIE         | Biesse-Carrera BIE |
| ------------------ | -------------------------- | ------------------ |
| Núm                | Ciclista                   | Pos                |
| 191                | Nicolò Arrighetti (ITA)    | 70è                |
| 192                | Tommaso Dati (ITA)         | DNF                |
| 193                | Francesco Galimberti (ITA) | 76è                |
| 194                | Lorenzo Galimberti (ITA)   | DNF                |
| 195                | Andrea Montoli (ITA)       | DNF                |
| 196                | Davide Donati (ITA)        | 55è                |
| 197                | Nicolo Pettiti (ITA)       | DNF                |

| MG.K Vis Colors For Peace MGK | MG.K Vis Colors For Peace MGK | MG.K Vis Colors For Peace MGK |
| ----------------------------- | ----------------------------- | ----------------------------- |
| Núm                           | Ciclista                      | Pos                           |
| 201                           | Davide Bauce (ITA)            | DNF                           |
| 202                           | Francesco Carollo (ITA)       | 96è                           |
| 203                           | Simone Carrò (ITA)            | DNF                           |
| 204                           | Ben Granger (GBR)             | 72è                           |
| 205                           | Matthew Kingston (GBR)        | DNF                           |
| 206                           | Simone Roganti (ITA)          | DNF                           |
| 207                           | Ciro Pérez Álvarez (URU)      | DNF                           |

| General Store-Essegibi-F.lli Curia GEF | General Store-Essegibi-F.lli Curia GEF | General Store-Essegibi-F.lli Curia GEF |
| -------------------------------------- | -------------------------------------- | -------------------------------------- |
| Núm                                    | Ciclista                               | Pos                                    |
| 211                                    | Michele Berasi (ITA)                   | DNF                                    |
| 212                                    | Tommaso Bergagna (ITA)                 | DNF                                    |
| 213                                    | Giovanni Bortoluzzi (ITA)              | DNF                                    |
| 214                                    | Domenico Cirlincione (ITA)             | 77è                                    |
| 215                                    | Filippo D'Aiuto (ITA)                  | DNF                                    |
| 216                                    | Marco Palomba (ITA)                    | DNF                                    |
| 217                                    | Ettore Pozza (ITA)                     | DNF                                    |

| JCLTeam Ukyo JCL | JCLTeam Ukyo JCL             | JCLTeam Ukyo JCL |
| ---------------- | ---------------------------- | ---------------- |
| Núm              | Ciclista                     | Pos              |
| 221              | Giovanni Carboni (ITA)       | 41è              |
| 222              | Manabu Ishibashi (JPN)       | DNF              |
| 223              | Yūma Koishi (JPN)            | DNF              |
| 224              | Nariyuki Masuda (JPN)        | 59è              |
| 225              | Atsushi Oka (JPN)            | DNF              |
| 226              | Thomas Pesenti (ITA)         | 20è              |
| 227              | Masaki Yamamoto (JPN) (ruta) | 69è              |

| Work Service-Vitalcare-Dynatek IWD | Work Service-Vitalcare-Dynatek IWD | Work Service-Vitalcare-Dynatek IWD |
| ---------------------------------- | ---------------------------------- | ---------------------------------- |
| Núm                                | Ciclista                           | Pos                                |
| 231                                | Tommaso Bambagioni (ITA)           | DNF                                |
| 232                                | Pierelis Belletta (ITA)            | 98è                                |
| 233                                | Immanuel D'Aniello (ITA)           | DNF                                |
| 234                                | Tommaso Farsetti (ITA)             | DNF                                |
| 235                                | Lorenzo Ginestra (ITA)             | DNF                                |
| 236                                | Christian Danilo Pase (ITA)        | DNF                                |
| 237                                | Lucio Pierantozzi (ITA)            | DNF                                |

| Petrolike PTL | Petrolike PTL                 | Petrolike PTL |
| ------------- | ----------------------------- | ------------- |
| Núm           | Ciclista                      | Pos           |
| 241           | Jonathan Caicedo Cepeda (ECU) | 64è           |
| 242           | Diego Camargo Pineda (COL)    | DNF           |
| 243           | Edgar Cadena (MEX) (ruta)     | 80è           |
| 244           | Cesar Macias (MEX)            | DNF           |
| 245           | José Ramon Muñiz (MEX)        | DNF           |
| 246           | Jose Juan Prieto (MEX)        | DNF           |
| 247           | Bernardo Suaza (COL)          | DNF           |

| Decathlon-AG2R La Mondiale DAT | Decathlon-AG2R La Mondiale DAT | Decathlon-AG2R La Mondiale DAT |
| ------------------------------ | ------------------------------ | ------------------------------ |
| Núm                            | Ciclista                       | Pos                            |
| 1                              | Nans Peters (FRA)              | 21è                            |
| 2                              | Andrea Vendrame (ITA)          | 2n                             |
| 3                              | Jaakko Hänninen (FIN)          | DNF                            |
| 4                              | Jordan Labrosse (FRA)          | DNF                            |
| 5                              | Paul Lapeira (FRA)             | 9è                             |
| 6                              | Baptiste Veistroffer (FRA)     | DNF                            |
| 7                              | Benoît Cosnefroy (FRA)         | DNF                            |

| UAE Team Emirates UAD | UAE Team Emirates UAD     | UAE Team Emirates UAD |
| --------------------- | ------------------------- | --------------------- |
| Núm                   | Ciclista                  | Pos                   |
| 11                    | Filippo Baroncini (ITA)   | 60è                   |
| 12                    | Jan Christen (SUI)        | 5è                    |
| 13                    | Alessandro Covi (ITA)     | 36è                   |
| 14                    | Juan Ayuso Pesquera (ESP) | 3r                    |
| 15                    | Marc Hirschi (SUI) (ruta) | 14è                   |
| 16                    | Rafał Majka (POL)         | 83è                   |

| Intermarché-Wanty IWA | Intermarché-Wanty IWA   | Intermarché-Wanty IWA |
| --------------------- | ----------------------- | --------------------- |
| Núm                   | Ciclista                | Pos                   |
| 21                    | Francesco Busatto (ITA) | 29è                   |
| 22                    | Simone Gualdi (ITA)     | 39è                   |
| 23                    | Georg Zimmermann (GER)  | DNF                   |
| 24                    | Simone Petilli (ITA)    | 86è                   |
| 25                    | Lorenzo Rota (ITA)      | 10è                   |
| 26                    | Dion Smith (NZL)        | DNF                   |
| 27                    | Rein Taaramäe (EST)     | DNF                   |

| Arkéa-B&B Hotels ARK | Arkéa-B&B Hotels ARK      | Arkéa-B&B Hotels ARK |
| -------------------- | ------------------------- | -------------------- |
| Núm                  | Ciclista                  | Pos                  |
| 31                   | Louis Barré (FRA)         | 7è                   |
| 32                   | Vincenzo Albanese (ITA)   | 17è                  |
| 34                   | Clément Champoussin (FRA) | 49è                  |
| 35                   | Ewen Costiou (FRA)        | DNF                  |
| 36                   | Michel Ries (LUX)         | 85è                  |
| 37                   | Alessandro Verre (ITA)    | 51è                  |

| Groupama-FDJ GFC | Groupama-FDJ GFC      | Groupama-FDJ GFC |
| ---------------- | --------------------- | ---------------- |
| Núm              | Ciclista              | Pos              |
| 41               | Lorenzo Germani (ITA) | 79è              |
| 42               | Romain Grégoire (FRA) | 11è              |
| 43               | Lenny Martinez (FRA)  | 1r               |
| 44               | Cyril Barthe (FRA)    | 97è              |
| 45               | Reuben Thompson (NZL) | 30è              |
| 46               | Max Bock (GER)        | DNF              |
| 47               | Thibaud Gruel (FRA)   | DNF              |

| EF Education-EasyPost EFE | EF Education-EasyPost EFE | EF Education-EasyPost EFE |
| ------------------------- | ------------------------- | ------------------------- |
| Núm                       | Ciclista                  | Pos                       |
| 51                        | Alberto Bettiol (ITA)     | 15è                       |
| 52                        | Lukas Nerurkar (GBR)      | 43è                       |
| 53                        | Andrea Piccolo (ITA)      | 40è                       |
| 54                        | Darren Rafferty (IRL)     | 6è                        |
| 55                        | Archie Ryan (IRL)         | 13è                       |
| 56                        | James Shaw (GBR)          | 35è                       |
| 57                        | Yuhi Todome (JPN)         | DNF                       |

| Cofidis COF | Cofidis COF                    | Cofidis COF |
| ----------- | ------------------------------ | ----------- |
| Núm         | Ciclista                       | Pos         |
| 61          | Jesús Herrada López (ESP)      | DNF         |
| 62          | Thomas Champion (FRA)          | 82è         |
| 63          | Stefano Oldani (ITA)           | 37è         |
| 64          | Simon Geschke (GER)            | DNF         |
| 65          | Jonathan Lastra Martínez (ESP) | 44è         |
| 66          | Axel Mariault (FRA)            | 23è         |
| 67          | Harrison Wood (GBR)            | DNF         |

| Astana Qazaqstan Team AST | Astana Qazaqstan Team AST     | Astana Qazaqstan Team AST |
| ------------------------- | ----------------------------- | ------------------------- |
| Núm                       | Ciclista                      | Pos                       |
| 71                        | Simone Velasco (ITA) (ruta)   | 8è                        |
| 72                        | Gleb Brussenskiy (KAZ) (ruta) | 73è                       |
| 73                        | Santiago Umba (COL)           | 68è                       |
| 74                        | Lorenzo Fortunato (ITA)       | 25è                       |
| 75                        | Gianmarco Garofoli (ITA)      | 52è                       |
| 76                        | Cristian Scaroni (ITA)        | 4t                        |
| 77                        | Nicolas Vinokourov (KAZ)      | DNF                       |

| Team Jayco AlUla JAY | Team Jayco AlUla JAY       | Team Jayco AlUla JAY |
| -------------------- | -------------------------- | -------------------- |
| Núm                  | Ciclista                   | Pos                  |
| 81                   | Welay Berehe (ETH)         | DNF                  |
| 83                   | Alessandro De Marchi (ITA) | 54è                  |
| 84                   | Davide De Pretto (ITA)     | 19è                  |
| 85                   | Felix Engelhardt (GER)     | DNF                  |
| 86                   | Rudy Porter (AUS)          | 31è                  |
| 87                   | Filippo Zana (ITA)         | 28è                  |

| Bingoal WB BWB | Bingoal WB BWB            | Bingoal WB BWB |
| -------------- | ------------------------- | -------------- |
| Núm            | Ciclista                  | Pos            |
| 91             | Marco Tizza (ITA)         | 66è            |
| 92             | Floris De Tier (BEL)      | 34è            |
| 93             | Noah Detalle (BEL)        | DNF            |
| 94             | Lucas Jacques (BEL)       | DNF            |
| 95             | Louka Matthys (BEL)       | 65è            |
| 96             | Dimitri Peyskens (BEL)    | DNF            |
| 97             | Aaron Van der Beken (BEL) | DNF            |

| Caja Rural-Seguros RGA CJR | Caja Rural-Seguros RGA CJR     | Caja Rural-Seguros RGA CJR |
| -------------------------- | ------------------------------ | -------------------------- |
| Núm                        | Ciclista                       | Pos                        |
| 101                        | Fernando Barceló Aragón (ESP)  | 18è                        |
| 102                        | Jaume Guardeño Romá (ESP)      | 71è                        |
| 103                        | Joseba López (ESP)             | 63è                        |
| 104                        | Eduard Prades i Reverter (ESP) | 61è                        |
| 105                        | Michal Schlegel (CZE)          | DNF                        |
| 106                        | Thomas Silva (URU)             | 67è                        |
| 107                        | Joel Nicolau Beltran (ESP)     | 22è                        |

| Team Corratec-Vini Fantini COR | Team Corratec-Vini Fantini COR | Team Corratec-Vini Fantini COR |
| ------------------------------ | ------------------------------ | ------------------------------ |
| Núm                            | Ciclista                       | Pos                            |
| 111                            | Niccolò Bonifazio (ITA)        | DNF                            |
| 112                            | Davide Baldaccini (ITA)        | 56è                            |
| 113                            | Valerio Conti (ITA)            | DNF                            |
| 114                            | Lorenzo Quartucci (ITA)        | 57è                            |
| 115                            | Mark Padun (UKR)               | DNF                            |
| 116                            | Kristian Sbaragli (ITA)        | 75è                            |
| 117                            | Antoine Debons (SUI)           | DNF                            |

| Euskaltel-Euskadi EUS | Euskaltel-Euskadi EUS        | Euskaltel-Euskadi EUS |
| --------------------- | ---------------------------- | --------------------- |
| Núm                   | Ciclista                     | Pos                   |
| 121                   | Iker Mintegi (ESP)           | 46è                   |
| 122                   | Gotzon Martín (ESP)          | 94è                   |
| 123                   | Xabier Berasategi (ESP)      | 92è                   |
| 124                   | James Fouche (NZL)           | DNF                   |
| 125                   | Xabier Isasa (ESP)           | 90è                   |
| 126                   | Joan Bou (ESP)               | 33è                   |
| 127                   | Mikel Iturria Segurola (ESP) | 93è                   |

| Lotto Dstny LTD | Lotto Dstny LTD             | Lotto Dstny LTD |
| --------------- | --------------------------- | --------------- |
| Núm             | Ciclista                    | Pos             |
| 131             | Jenno Berckmoes (BEL)       | DNF             |
| 132             | Johannes Adamietz (GER)     | DNF             |
| 133             | Arjen Livyns (BEL)          | 91è             |
| 134             | Sylvain Moniquet (BEL)      | 47è             |
| 135             | Eduardo Sepúlveda (ARG)     | DNF             |
| 136             | Jarno Widar (BEL)           | 95è             |
| 137             | Jonas Gregaard Wilsly (DEN) | DNF             |

| Team Polti Kometa PTK | Team Polti Kometa PTK       | Team Polti Kometa PTK |
| --------------------- | --------------------------- | --------------------- |
| Núm                   | Ciclista                    | Pos                   |
| 141                   | Davide Bais (ITA)           | 38è                   |
| 142                   | Mattia Bais (ITA)           | DNF                   |
| 143                   | Davide De Cassan (ITA)      | 58è                   |
| 144                   | Matteo Fabbro (ITA)         | DNF                   |
| 145                   | Alex Martin (ESP)           | DNF                   |
| 146                   | Francisco Muñoz Llana (ESP) | 78è                   |
| 147                   | Davide Piganzoli (ITA)      | 50è                   |

| Tudor Pro Cycling Team TUD | Tudor Pro Cycling Team TUD  | Tudor Pro Cycling Team TUD |
| -------------------------- | --------------------------- | -------------------------- |
| Núm                        | Ciclista                    | Pos                        |
| 151                        | Marco Brenner (GER)         | 12è                        |
| 152                        | Aloïs Charrin (FRA)         | DNF                        |
| 153                        | Jacob Eriksson (SWE)        | 84è                        |
| 154                        | Lucas Eriksson (SWE) (ruta) | 24è                        |
| 155                        | Simon Pellaud (SUI)         | DNF                        |
| 156                        | Roland Thalmann (SUI)       | 32è                        |
| 157                        | Luc Wirtgen (LUX)           | 16è                        |

| VF Group-Bardiani CSF-Faizanè VBF | VF Group-Bardiani CSF-Faizanè VBF | VF Group-Bardiani CSF-Faizanè VBF |
| --------------------------------- | --------------------------------- | --------------------------------- |
| Núm                               | Ciclista                          | Pos                               |
| 161                               | Luca Covili (ITA)                 | 62è                               |
| 162                               | Vicente Rojas (CHI)               | 88è                               |
| 163                               | Giulio Pellizzari (ITA)           | DNF                               |
| 164                               | Alessandro Pinarello (ITA)        | 26è                               |
| 165                               | Manuele Tarozzi (ITA)             | 81è                               |
| 166                               | Alex Tolio (ITA)                  | DNF                               |
| 167                               | Davide Gabburo (ITA)              | 42è                               |

| Team Technipes #inEmiliaRomagna TER | Team Technipes #inEmiliaRomagna TER | Team Technipes #inEmiliaRomagna TER |
| ----------------------------------- | ----------------------------------- | ----------------------------------- |
| Núm                                 | Ciclista                            | Pos                                 |
| 171                                 | Emanuele Ansaloni (ITA)             | 53è                                 |
| 172                                 | Nicolò Garibbo (ITA)                | NP                                  |
| 173                                 | Luca Cavallo (ITA)                  | 27è                                 |
| 174                                 | Ludovico Crescioli (ITA)            | 45è                                 |
| 175                                 | Andrea Innocenti (ITA)              | 74è                                 |
| 176                                 | Andrea Sergiampietri (ITA)          | DNF                                 |
| 177                                 | Filippo Omati (ITA)                 | DNF                                 |

| MBH Bank Colpack Ballan MBH | MBH Bank Colpack Ballan MBH   | MBH Bank Colpack Ballan MBH |
| --------------------------- | ----------------------------- | --------------------------- |
| Núm                         | Ciclista                      | Pos                         |
| 181                         | Matteo Ambrosini (ITA)        | DNF                         |
| 182                         | Diego Bracalente (ITA)        | DNF                         |
| 183                         | Florian Samuel Kajamini (ITA) | DNF                         |
| 184                         | Lorenzo Masciarelli (ITA)     | 89è                         |
| 185                         | Sergio Meris (ITA)            | DNF                         |
| 186                         | Leonardo Volpato (ITA)        | 48è                         |
| 187                         | Pavel Novák (CZE)             | 87è                         |

| Biesse-Carrera BIE | Biesse-Carrera BIE         | Biesse-Carrera BIE |
| ------------------ | -------------------------- | ------------------ |
| Núm                | Ciclista                   | Pos                |
| 191                | Nicolò Arrighetti (ITA)    | 70è                |
| 192                | Tommaso Dati (ITA)         | DNF                |
| 193                | Francesco Galimberti (ITA) | 76è                |
| 194                | Lorenzo Galimberti (ITA)   | DNF                |
| 195                | Andrea Montoli (ITA)       | DNF                |
| 196                | Davide Donati (ITA)        | 55è                |
| 197                | Nicolo Pettiti (ITA)       | DNF                |

| MG.K Vis Colors For Peace MGK | MG.K Vis Colors For Peace MGK | MG.K Vis Colors For Peace MGK |
| ----------------------------- | ----------------------------- | ----------------------------- |
| Núm                           | Ciclista                      | Pos                           |
| 201                           | Davide Bauce (ITA)            | DNF                           |
| 202                           | Francesco Carollo (ITA)       | 96è                           |
| 203                           | Simone Carrò (ITA)            | DNF                           |
| 204                           | Ben Granger (GBR)             | 72è                           |
| 205                           | Matthew Kingston (GBR)        | DNF                           |
| 206                           | Simone Roganti (ITA)          | DNF                           |
| 207                           | Ciro Pérez Álvarez (URU)      | DNF                           |

| General Store-Essegibi-F.lli Curia GEF | General Store-Essegibi-F.lli Curia GEF | General Store-Essegibi-F.lli Curia GEF |
| -------------------------------------- | -------------------------------------- | -------------------------------------- |
| Núm                                    | Ciclista                               | Pos                                    |
| 211                                    | Michele Berasi (ITA)                   | DNF                                    |
| 212                                    | Tommaso Bergagna (ITA)                 | DNF                                    |
| 213                                    | Giovanni Bortoluzzi (ITA)              | DNF                                    |
| 214                                    | Domenico Cirlincione (ITA)             | 77è                                    |
| 215                                    | Filippo D'Aiuto (ITA)                  | DNF                                    |
| 216                                    | Marco Palomba (ITA)                    | DNF                                    |
| 217                                    | Ettore Pozza (ITA)                     | DNF                                    |

| JCLTeam Ukyo JCL | JCLTeam Ukyo JCL             | JCLTeam Ukyo JCL |
| ---------------- | ---------------------------- | ---------------- |
| Núm              | Ciclista                     | Pos              |
| 221              | Giovanni Carboni (ITA)       | 41è              |
| 222              | Manabu Ishibashi (JPN)       | DNF              |
| 223              | Yūma Koishi (JPN)            | DNF              |
| 224              | Nariyuki Masuda (JPN)        | 59è              |
| 225              | Atsushi Oka (JPN)            | DNF              |
| 226              | Thomas Pesenti (ITA)         | 20è              |
| 227              | Masaki Yamamoto (JPN) (ruta) | 69è              |

| Work Service-Vitalcare-Dynatek IWD | Work Service-Vitalcare-Dynatek IWD | Work Service-Vitalcare-Dynatek IWD |
| ---------------------------------- | ---------------------------------- | ---------------------------------- |
| Núm                                | Ciclista                           | Pos                                |
| 231                                | Tommaso Bambagioni (ITA)           | DNF                                |
| 232                                | Pierelis Belletta (ITA)            | 98è                                |
| 233                                | Immanuel D'Aniello (ITA)           | DNF                                |
| 234                                | Tommaso Farsetti (ITA)             | DNF                                |
| 235                                | Lorenzo Ginestra (ITA)             | DNF                                |
| 236                                | Christian Danilo Pase (ITA)        | DNF                                |
| 237                                | Lucio Pierantozzi (ITA)            | DNF                                |

| Petrolike PTL | Petrolike PTL                 | Petrolike PTL |
| ------------- | ----------------------------- | ------------- |
| Núm           | Ciclista                      | Pos           |
| 241           | Jonathan Caicedo Cepeda (ECU) | 64è           |
| 242           | Diego Camargo Pineda (COL)    | DNF           |
| 243           | Edgar Cadena (MEX) (ruta)     | 80è           |
| 244           | Cesar Macias (MEX)            | DNF           |
| 245           | José Ramon Muñiz (MEX)        | DNF           |
| 246           | Jose Juan Prieto (MEX)        | DNF           |
| 247           | Bernardo Suaza (COL)          | DNF           |